# كينيث سميث (لاعب كريكت)
كينيث سميث (30 أبريل 1922 - 31 مايو 1998) (بالإنجليزية: Kenneth Smith)‏ هو لاعب كريكت بريطاني وبريطاني (وحمل سابقاً جنسية المملكة المتحدة لبريطانيا العظمى وأيرلندا).